# Obuasi Municipal District
Obuasi Municipal District är ett distrikt i Ghana.   Det ligger i regionen Ashantiregionen, i den södra delen av landet, 180 km väster om huvudstaden Accra.